# Uniwersytet Albrechta i Ludwika we Fryburgu
Uniwersytet Albrechta i Ludwika we Fryburgu (niem. Albert-Ludwigs-Universität Freiburg, w skrócie Universität Freiburg) – niemiecki uniwersytet publiczny założony w 1457 roku we Fryburgu Bryzgowijskim.
Patronami uniwersytetu są jego założyciel – arcyksiążę austriacki Albrecht VI (Albert to łacińska wersja tego imienia) – oraz inny (późniejszy) dobroczyńca, wielki książę Ludwik I Badeński (Ludwig I).
Na uniwersytecie wykładali filozof Martin Heidegger (wcześniej tam studiował) oraz historyk Gerhard Ritter.

## Wydziały
Na uczelni funkcjonuje 11 wydziałów:

- Wydział Teologii
- Wydział Prawa
- Wydział Medycyny
- Wydział Ekonomii i Nauk Behawioralnych
- Wydział Filologii
- Wydział Humanistyczny
- Wydział Matematyki i Fizyki
- Wydział Chemii i Farmacji
- Wydział Biologii
- Wydział Środowiska i Zasobów Naturalnych
- Wydział Inżynieryjny.

Oprócz tego uniwersytet posiada 18 ośrodków prowadzących badania naukowe i zajęcia dydaktyczne.

## Osoby związane z uczelnią
- Martin Heidegger – filozof
- Friedrich Hayek – ekonomista, laureat Nagrody Nobla
- Mario Molina – chemik atmosfery, laureat Nagrody Nobla
- Helmut Rix – indoeuropeista i etruskolog
- Hans Heinrich Jescheck – prawnik, rektor
- Joseph Frings – arcybiskup Kolonii, kardynał
- Karl Lehmann – biskup Moguncji, kardynał
- Edyta Stein – katolicka święta
- Romano Guardini – teolog
- Karl Rahner – teolog
- Emil Göller – rektor